# Jönköpings Sofia församling
Jönköpings Sofia församling var en församling i Tveta kontrakt i Växjö stift. Församlingen låg i Jönköpings kommun i Jönköpings län.
Församlingen uppgick 2010 i Jönköpings Sofia-Järstorps församling.
Församlingskyrkor var Sofiakyrkan, Gräshagskyrkan, Dalvikskyrkan och Bymarkskyrkan.

## Administrativ historik
Församlingen bildades omkring 1600 med namnet Jönköpings slottsförsamling vid en utbrytning ur Jönköpings församling. 1852 namnändrades församlingen till Jönköpings västra församling och från 22 juli 1927 (dock använt redan tidigare) till Jönköpings Sofia församling.
Församlingen utgjorde till 1852 ett eget pastorat för att från 1852 till 1 maj 1924 vara annexförsamling i pastoratet Jönköpings Kristina, Jönköpings Sofia och Ljungarum. Från 1 maj 1924 till 1959 utgjorde församlingen ett eget pastorat för att från 1959 vara moderförsamling i pastoratet Jönköpings Sofia och Järstorp. Församlingen uppgick 2010 i Jönköpings Sofia-Järstorps församling.
Församlingskod var 068001.

## Kyrkoherdar
| Ämbetstid | Namn             | Levnadstid | Övrigt |
| --------- | ---------------- | ---------- | ------ |
| 1924–1932 | Johan Aron Åberg | 1866–1932  |        |

### Komministrar
| Ämbetstid | Namn                  | Levnadstid | Övrigt |
| --------- | --------------------- | ---------- | ------ |
| 1921–     | Anders Paul Blomquist | 1886–      |        |
| 1925–     | Sigfrid Estborn       | 1892–      |        |

## Organister
| Verksam   | Namn         | Levnadstid | Övrigt    |
| --------- | ------------ | ---------- | --------- |
| 1934–1964 | Torsten Hägg | 1910–      | Organist. |

## Areal
Jönköpings Sofia församling omfattade den 1 november 1975 (enligt indelningen 1 januari 1976) en areal av 27,7 kvadratkilometer, varav 26,8 kvadratkilometer land.